# Nasr Dubai Pro Cycling Team
L'equip Nasr Dubai Pro Cycling Team va ser un equip ciclista professional dels Emirats Àrabs Units, de categoria continental que només va competir el 2016.

## Principals resultats
- Circuit d'Alger: Jesús Alberto Rubio (2016)
- Tour d'Orània: Luca Wackermann (2016)
- Gran Premi d'Orà: Tomas Vaitkus (2016)
- Tour de Blida: Luca Wackermann (2016)
- Tour de Sétif: Essaïd Abelouache (2016)
- Critèrium International de Sétif: Adil Barbari (2016)
- Tour d'Annaba: Luca Wackermann (2016)
- Tour de Constantina: Tomas Vaitkus (2016)

### A les grans voltes
- Giro d'Itàlia
  - 0 participacions
- Tour de França
  - 0 participacions
- Volta a Espanya
  - 0 participacions

## Composició de l'equip
| \| Llista de l'equip 2016 \| Llista de l'equip 2016 \| Llista de l'equip 2016 \| Llista de l'equip 2016 \| \| Ciclista \| Data de naixement \| Equip previ \| \| \| -------------------------------------------------------- \| ---------------------- \| ---------------------- \| ---------------------- \| \| Ammar Abdullah \| 18 de març de 2025 \| \| \| \| Essaïd Abelouache \| 20 de juliol de 1988 \| \| \| \| Majid Al Balushi \| 31 de maig de 1987 \| \| \| \| Ali Al Hassani \| 8 de agost de 1986 \| \| \| \| Jaber Al Mansoori \| 9 de novembre de 1991 \| \| \| \| Ahmed Al Mansoori \| 8 de gener de 1990 \| Sharjah Team (2015) \| \| \| Nasser Al Memari \| 25 de febrer de 1987 \| \| \| \| Adil Barbari \| 27 de maig de 1993 \| \| \| \| Yousef Mirza Bani Hammad \| 8 de octubre de 1988 \| Doha Team (2009) \| \| \| Khayyam Mohamad \| 18 de març de 2025 \| \| \| \| Jesús Alberto Rubio Arribas \| 25 de gener de 1992 \| \| \| \| Mohamad Talal Soudir Shir \| 18 de març de 2025 \| \| \| \| Tomas Vaitkus \| 4 de febrer de 1982 \| Rietumu-Delfin (2015) \| \| \| Luca Wackermann \| 13 de març de 1992 \| Southeast (2015) \| \| \| \| \| \| \| \| Fonts: ProCyclingStats Cycling Quotient Cycling Archives \| \| \| \|Nota: Ammar Abdullah Nota: Essaïd Abelouache Nota: Majid Al Balushi Nota: Ali Al Hassani |                       |                       |  |
| Llista de l'equip 2016 |                       |                       |  |
| Ciclista | Data de naixement     | Equip previ           |  |
| Ammar Abdullah | 18 de març de 2025    |                       |  |
| Essaïd Abelouache | 20 de juliol de 1988  |                       |  |
| Majid Al Balushi | 31 de maig de 1987    |                       |  |
| Ali Al Hassani | 8 de agost de 1986    |                       |  |
| Jaber Al Mansoori | 9 de novembre de 1991 |                       |  |
| Ahmed Al Mansoori | 8 de gener de 1990    | Sharjah Team (2015)   |  |
| Nasser Al Memari | 25 de febrer de 1987  |                       |  |
| Adil Barbari | 27 de maig de 1993    |                       |  |
| Yousef Mirza Bani Hammad | 8 de octubre de 1988  | Doha Team (2009)      |  |
| Khayyam Mohamad | 18 de març de 2025    |                       |  |
| Jesús Alberto Rubio Arribas | 25 de gener de 1992   |                       |  |
| Mohamad Talal Soudir Shir | 18 de març de 2025    |                       |  |
| Tomas Vaitkus | 4 de febrer de 1982   | Rietumu-Delfin (2015) |  |
| Luca Wackermann | 13 de març de 1992    | Southeast (2015)      |  |
| |                       |                       |  |
| Fonts: ProCyclingStats Cycling Quotient Cycling Archives |                       |                       |  |

## Classificacions UCI
L'equip participa en les proves dels circuits continentals.
UCI Àfrica Tour
| Temporada | Classificació per equips | Millor ciclista en la classificació individual |
| --------- | ------------------------ | ---------------------------------------------- |
| 2016      | 1r                       | Adil Barbari (2n)                              |

UCI Àsia Tour
| Temporada | Classificació per equips | Millor ciclista en la classificació individual |
| --------- | ------------------------ | ---------------------------------------------- |
| 2016      | 62è                      | Jesús Alberto Rubio (255è)                     |

UCI Europa Tour
| Temporada | Classificació per equips | Millor ciclista en la classificació individual |
| --------- | ------------------------ | ---------------------------------------------- |
| 2016      | 82è                      | Luca Wackermann (526è)                         |